# Обсерватория Бергиш-Гладбах
Обсерватория Бергиш-Гладбах — астрономическая обсерватория, основанная в 1995 году в городе Бергиш-Гладбах (Германия). В обсерватории работает Вольф Бикель.

## Инструменты обсерватории
- Рефлектор 0.60-m f/5.2 + ПЗС-камера[1]

## Направления исследований
- Открытие и астрометрирование астероидов

## Основные достижения
- В период с 1995 по 2009 год было открыто 397 астероидов, получивших постоянные обозначения[2].
- В период с 1995 по 2011 год опубликовано 57135 астрометрических измерений[3].